# 邵州
邵州（しょうしゅう）は、中国にかつて存在した州。
558年（明帝2年）、北周により設置される。また設置年代については470年（皇興4年）、北魏により設置されたとする記録も存在している。
605年（大業元年）、隋代により廃止され、管轄県は絳州に移管された。

## 下部行政区画
- 邵郡
  - 亳城県
  - 清廉県
  - 蒲原県
- 王屋郡
  - 王屋県